# Колибаївська сільська рада
Колиба́ївська сільська́ ра́да — адміністративно-територіальна одиниця та орган місцевого самоврядування в Кам'янець-Подільському районі Хмельницької області. Адміністративний центр — село Колибаївка.

## Загальні відомості
Колибаївська сільська рада утворена в 1923 році.
- Територія ради: 22,216 км²
- Населення ради: 3 398 осіб (станом на 2001 рік)

## Населені пункти
Сільській раді були підпорядковані населені пункти:
- с. Колибаївка
- с. Вільховець
- с. Смотрич
- с. Червона Чагарівка

## Склад ради
Рада складалася з 22 депутатів та голови.
- Голова ради: Чайковський Микола Іванович

### Керівний склад попередніх скликань
| Прізвище, ім'я, по батькові | Основні відомості                                                             | Дата обрання | Дата звільнення |
| --------------------------- | ----------------------------------------------------------------------------- | ------------ | --------------- |
| Чайковський Микола Іванович | Сільський голова, 1951 року народження, освіта незакінчена вища, безпартійний | 26.03.2006   | 31.10.2010      |
| Чайковський Микола Іванович | Сільський голова, 1951 року народження, освіта незакінчена вища, безпартійний | 31.10.2010   |                 |

Примітка: таблиця складена за даними сайту Верховної Ради України

### Депутати
За результатами місцевих виборів 2010 року депутатами ради стали:

#### За суб'єктами висування
| Суб'єкт висування             | Кількість обраних депутатів | %    |
| ----------------------------- | --------------------------- | ---- |
| Самовисування                 | 13                          | 59,1 |
| Народна партія                | 5                           | 22,7 |
| Політична партія «Фронт Змін» | 4                           | 18,2 |

#### За округами
| № округу                      | Прізвище, ім'я, по батькові       | Дата визнання обраним | Освіта             | Партійна приналежність              | Відомості про обраного депутата                                                                            |
| ----------------------------- | --------------------------------- | --------------------- | ------------------ | ----------------------------------- | --- |
| Народна Партія                |                                   |                       |                    |                                     | |
| 8                             | Грузєв Юрій Михайлович            | 05.11.2010            | середня спеціальна | член Народної партії                | Колибаївський сільський будинок культури, художній керівник                                                |
| 11                            | Лисий Володимир Миколайович       | 05.11.2010            | вища               | позапартійний                       | СДПЧ № 4, начальник караула                                                                                |
| 12                            | Олійник Володимир Григорович      | 05.11.2010            | середня спеціальна | позапартійний                       | Вільховецький фельдшерсько-акушерський пункт, завідувач                                                    |
| 20                            | Лайтер Олександр Іванович         | 05.11.2010            | середня            | позапартійний                       | ТОВ «М'ясокомбінат», робітник                                                                              |
| 22                            | Кащеєв Василь Юрійович            | 05.11.2010            | середня            | позапартійний                       | КП «Міськтепловоденергія», робітник                                                                        |
| Політична партія «Фронт Змін» |                                   |                       |                    |                                     | |
| 2                             | Тарнавський Михайло Євгенович     | 05.11.2010            | середня            | позапартійний                       | тимчасово не працює                                                                                        |
| 5                             | Пасічник Вадим Миколайович        | 05.11.2010            | середня спеціальна | позапартійний                       | тимчасово не працює                                                                                        |
| 9                             | Хомак Олег Михайлович             | 05.11.2010            | середня спеціальна | член Політичної партії «Фронт Змін» | приватний підприємець                                                                                      |
| 13                            | Червоногородська Оксана Іванівна  | 05.11.2010            | середня            | позапартійна                        | приватний підприємець                                                                                      |
| Самовисування                 |                                   |                       |                    |                                     | |
| 1                             | Мрачковська Людмила Михайлівна    | 05.11.2010            | вища               | позапартійна                        | Колибаївський навчально-виховний комплекс, вчитель початкових класів                                       |
| 3                             | Барановська Ріта Михайлівна       | 05.11.2010            | середня            | позапартійна                        | ТОВ «Український кристал», робітник                                                                        |
| 4                             | Станько Михайло Петрович          | 05.11.2010            | вища               | позапартійний                       | пенсіонер                                                                                                  |
| 6                             | Козловський Микола Васильович     | 05.11.2010            | середня            | позапартійний                       | ЗСУ, військовослужбовець                                                                                   |
| 7                             | Червоногородський Василь Адамович | 05.11.2010            | вища               | позапартійний                       | Колибаївський навчально-виховний комплекс, вчитель                                                         |
| 10                            | Решетник Петро Пеирович           | 05.11.2010            | середня спеціальна | позапартійний                       | тимчасово не працює                                                                                        |
| 14                            | Нановський Володимир Іванович     | 05.11.2010            | середня спеціальна | позапартійний                       | приватний підприємець                                                                                      |
| 15                            | Ткачук Дмитро Сергійович          | 05.11.2010            | вища               | позапартійний                       | Кам'янець-Подільська районна державна адміністрація, начальник відділу ведення Державного реєстру виборців |
| 16                            | Рудковська Лілія Станіславівна    | 05.11.2010            | середня            | позапартійна                        | Довжоцьке відділення зв'язку, листоноша                                                                    |
| 17                            | Грумніцький Володимир Миколайович | 05.11.2010            | вища               | позапартійний                       | Фермерське господарство «Світлана», голова                                                                 |
| 18                            | Балицький Анатолій Васильович     | 05.11.2010            | вища               | позапартійний                       | Дитячо-юнацька спортивна школа № 1, викладач                                                               |
| 19                            | Тимчук Іван Васильович            | 05.11.2010            | середня спеціальна | позапартійний                       | тимчасово не працює                                                                                        |
| 21                            | Атаманюк Юлія Анатоліївна         | 15.11.2010            | середня спеціальна | позапартійна                        | Колибаївська бібліотека, філіал ЦБС, завідувачка                                                           |